# Almayrac
Almayrac är en kommun i departementet Tarn i regionen Occitanien i södra Frankrike. Kommunen ligger i kantonen Pampelonne som tillhör arrondissementet Albi. År 2022 hade Almayrac 294 invånare.

## Befolkningsutveckling
Antalet invånare i kommunen Almayrac
| Referens: INSEE |